# Thor Herman Odencrants
Thor Herman Odencrants, född den 20 november 1849 i Ljungarums socken, Jönköpings län, död den 8 juli 1934 i Borås, var en svensk jurist. Han var son till Thor Hartwig Odencrants, måg till Emil Ekman, far till Arvid och Olof Odencrants samt svärfar till Allan Rodhe.
Odencrants avlade mogenhetsexamen i Jönköping 1867 och blev samma år student vid Uppsala universitet, där han avlade examen till rättegångsverken 1872. Han blev vice häradshövding 1875 och tjänstgjorde därefter i och under Göta hovrätt. Odencrants var häradshövding i Ås och Gäsene domsaga 1888–1914. Han hade flera offentliga uppdrag, bland annat som ledamot av Borås stadsfullmäktige och fattigvårdsstyrelse samt av Borås församlings kyrkoråd. Odencrants blev riddare av Nordstjärneorden 1898. Han vilar på Sankt Ansgars griftegård i Borås.